# Jean-Christophe Yoccoz
Jean-Christophe Yoccoz (29 de mayo de 1957-3 de septiembre de 2016) fue un matemático francés, conocido por sus trabajos sobre los sistemas dinámicos. Por estos trabajos la Unión Matemática Internacional, en el Congreso Internacional de Matemáticos desarrollado en Zúrich, le otorgó la Medalla Fields en 1994. Fue un destacado estudiante, entrando en la Escuela Normal Superior de París en 1975. Fue miembro de la Academia de Ciencias Francesa de 1994 en adelante, profesor de la Universidad de París-Sur y profesor honorario del Instituto Nacional de Matemática Pura e Aplicada de Brasil.

## Trayectoria
Jean-Christophe Yoccoz obtuvo el primer lugar en el examen de admisión para École Normale Supérieure y también para École Polytechnique en 1975, cuando tenía 18 años. Aceptado en Agrégation de Mathématiques en 1977 cuando ocupó el primer lugar. Yocoz realizó su servicio militar en Brasil en 1981-1983. Fue estudiante de M Herman y presentó su tesis para doctorado en 1985. Como un estudiante de Herman, era un líder como palabra experta sobre sistemas dinámicos, y no fue nada sorprendente que quisiera trabajar en los sistemas dinámicos. Es remarcado la calidad de Yoccoz para establecerse como el más brillante en esta área. En su tesis Yoccoz improvisó teoremas de su supervisor Herman simplificando sus procedimientos pero también con el mismo resultado bajo sus hipótesis.
Dado su trabajo en donde estaba muy claro la calidad que ofrecía en sus proyectos, fue aceptado como profesor en la University of Paris-Sud (Orsay). Después fue miembro del Institut Universitaire de France y un miembro de the Unité Recherche Associé "Topology and Dynamics" del Centre National de la Recherche Scientifique at Orsay. En el International Congress of Mathematicians en Zúrich, Suiza en 1994, Yoccoz recibió un gran honor por su trabajo en los sistemas dinámicos siendo ganador de Fields Medal (Medalla de Campos). En su dirección para el Congreso, inició su presentación de su teoría:

## Teoría de los sistemas dinámicos
Explicando brevemente, su meta de la teoría de los sistemas dinámicos, es y debía ser, el entendimiento de las dinámicas de muchos sistemas. La teoría de los sistemas dinámicos realmente se inicia con Poincaré que estudió la estabilidad del sistema solar. Este ejemplo típico de la teoría de los sistemas dinámicos, trata de hacer lo siguiente: describe como un sistema involucra por determinado tiempo un roll, para un estado particular de los sistemas, describiendo el siguiente estado. El sistema solar por ejemplo muestra exactamente que se quiere conocer - dada una configuración en donde el sistema involucra las leyes de Isaac Newton pero permaneciendo estables o después de muchos años, uno de los planetas podría ser expulsado del sistema solar -. Después de Poincaré, la teoría ha sido desarrollada por un gran número de matemáticos como Arnold, Herman, Julia, Kolmogorov, Palis, Siegel, Smale y Yoccoz.
En su exposición en Zúrich, Yoccoz explicó los factores dinámicos para entender las caída dentro de dos clases: dinámica hiperbólica y dinámica quasiperiódica. Estaba muy contento, especialmente en el caso de conservación, ya que el sistema exhibe ambos factores: hiperbólico y quasiperiódico. Nosotros podemos entender estos conceptos, teniendo un cuidadoso y razonable entendimiento de las dinámicas, en orden acumulado para muchos sistemas. La gran pregunta es: ¿Son estos conceptos suficientes para entender muchos sistemas? Douady describe las contribuciones de Yoccoz en términos generales pero con mayores detalles en el cual, el artículo describe el liderazgo matemático por el cual ganó la Fields Medal. Tuvimos que mirar muchas técnicas para consultar, dado que el combinaba una intuición geométrica extremadamente aguda, un comando impresionante de análisis para una combinación penetrante en su juego que jugaba con exceso. Ocasionalmente ocupaba la mitad de un día en "experimentos" matemáticos, teniendo en la mano una computadora. Decía: "Cuando hago un experimento, los resultados no solo me interesan, pero la manera en la cual se obtienen, me da una luz para continuar". Yoccoz había desarrollado un método de estudio combinado de acuerdo al Artícle de J. J. O'Conner y E. F. Robertsson.

## Muerte
Falleció el 3 de septiembre de 2016, a los 59 años de edad.

## Publicaciones seleccionadas
- Conjugaison différentiable des difféomorphismes du cercle dont le nombre de rotation vérifie une condition diophantienne. Ann. Sci. École Norm. Sup. (4) 17 (1984) (3): 333–359.
- con Lennart Carleson, P. W. Jones: Julia and John. Bol. Soc. Brasil. Mat. (N.S.) 25 (1994) (1): 1–30.
- An introduction to small divisor problems, in Michel Waldschmidt, Claude Itzykson, Jean-Marc Luck, Pierre Moussa (Herausgeber): Number Theory and Physics, Les Houches 1989, Springer 1992
- Continued fraction algorithms for interval exchange maps: an introduction, in Pierre Cartier u.a. Frontiers in Number Theory, Physics and Geometry 1, Springer Verlag 2006
- con Stefano Marmi, Pierre Moussa. Some properties of real and complex Brjuno functions, in Pierre Cartier u.a. Frontiers in Number Theory, Physics and Geometry 1, Springer Verlag 2006